# Liste des commanderies templières en Poitou-Charentes
| Cette liste recense toutes les commanderies et maisons de l'ordre du Temple présentes dans l'ancienne région Poitou-Charentes. |